# Кобилець (заповідне урочище)
Кобиле́ць — заповідне урочище (лісове) в Україні. Розташоване в межах Сколівського району Львівської області, на північний захід від села Тухля. 
Площа 58,8 га. Статус присвоєно згідно з рішенням Львівської обласної ради від 28.05.2019 року № 861. Перебуває у віданні ДП «Славське лісове господарство» (Тухлянське лісництво, кв. 1, вид. 4, 7, 9-12, 14-18). 
Статус присвоєно для збереження частини лісового масиву з високопродуктивними смереково-ялицевими та буковими насадженнями, що зростають на крутосхилах одного з хребтів масиву Сколівські Бескиди. Територія пам'ятки природи розташована у верхів'ях потоку Кобилець (притока Опору). 